# خورشیدگرفتگی ۲۱ دسامبر ۱۸۰۵
خورشیدگرفتگی ۲۱ دسامبر ۱۸۰۵ (به انگلیسی: Solar eclipse of 2۱ دسامبر ۱۸۰۵) یک خورشیدگرفتگی از نوع خورشیدگرفتگی حلقه‌ای بود. این خورشیدگرفتگی در تاریخ ۲۱ دسامبر ۱۸۰۵ روی داد که زمان اوج آن، ساعت ۰:۱۷:۳۸ به‌وقت ساعت هماهنگ جهانی بوده است. مدت‌زمان و طول این خورشیدگرفتگی ۰۶ دقیقه و ۲۷ ثانیه بود.